# Chusquea capitata
Chusquea capitata är en gräsart som beskrevs av Christian Gottfried Daniel Nees von Esenbeck. Chusquea capitata ingår i släktet Chusquea och familjen gräs. Inga underarter finns listade i Catalogue of Life.